# Ana Torrent
Ana Torrent (ur. 12 lipca 1966 w Madrycie) – hiszpańska aktorka.
Aktorka znana przede wszystkim z roli 9-letniej Any w głośnym filmie Carlosa Saury Nakarmić kruki z 1976. Rok później pojawiła się w kolejnym filmie Saury pt. Elizo, życie moje (1977). Debiutowała jako 7-latka w dramacie Duch roju (1973). W późniejszym okresie zagrała m.in. główną rolę u Alejandro Amenábara w Tezie (1996).

## Filmografia
- Duch roju (1973) jako Ana
- Nakarmić kruki (1976) jako Ana
- Elizo, życie moje (1977) jako Eliza (w dzieciństwie)
- Operacja Ogro (1979) jako baskijska dziewczyna
- Gniazdo (1980) jako Goyita
- Krew na piasku (1989) jako Carmen Espinosa
- Ośmiornica (1990; serial TV) jako Maria Cariddi (w serii 5.)
- Krowy (1992) jako Catalina
- Teza (1996) jako Ángela Márquez
- Gra Luny (2001) jako Luna (w wieku 30 lat)
- Człowiek z piasku (2007) jako María la Cigarrona
- Kochanice króla (2008) jako Katarzyna Aragońska
- Wezwani (2009) jako Francesca
- Gdy budzą się demony (2011) jako Doña Dolores